# Kabayama Sukenori
Kabayama Sukenori (樺山 資紀?) (9 de diciembre de 1837– 8 de febrero de 1922) fue un General del Ejército Imperial Japonés y Almirante de la Armada Imperial Japonesa. Posteriormente se convertiría en el primer Gobernador General de Taiwán japonés durante la ocupación japonesa de la isla. También fue conocido como Kabayama Motonori.

## Biografía
Nació como Hashiguchi Kakunoshin en 1837 en Kajiya-Chō, Kagoshima, en el Dominio de Satsuma (la actual Prefectura de Kagoshima), tercer hijo de un samurái de Satsuma llamado Hashiguchi Yosoji. Durante su infancia, sería adoptado por un samurái del mismo clan, Kabayama Shirōzaemon. Como miembro de una familia samurái, Kabayama participó en combate durante el bombardeo británico de Kagoshima, en 1863, y en la Guerra Boshin.
En 1871, tras la victoria de la facción imperial, Kabayama se alistó en el nuevo Ejército Imperial Japonés, siendo aceptado con el rango de Comandante (陸軍少佐 Rikugun Shōsa?) por su experiencia previa en combate. Durante la Rebelión Satsuma, Kabayama permaneció leal al Emperador, sirviendo a las órdenes de Tani Tateki, Comandante en jefe de la Guarnición de Kumamoto (熊本鎮台 Kumamoto chindai?) como Jefe de su Estado Mayor, y participando en la defensa del Castillo Kumamoto contra sus antiguos camaradas de Satsuma. Una vez mitigada la rebelión, Kabayama siguió ascendiendo en el escalafón militar, alcanzando los rangos de Coronel (陸軍大佐 Rikugun Taisa?) y posteriormente de General de Brigada (陸軍少将 Rikugun Shōshō?), cuando fue nombrado Superintendente General de la Policía Metropolitana de Tokio. Sin embargo, en 1883 decidió cambiar a la Armada Imperial , siendo nombrado  Viceministro superior de la Armada (海軍大輔 Kaigun Taifu?) con el rango de Contraalmirante (海軍少将 Kaigun Shōshō?), y concedido el título de Vizconde (子爵 Shishaku ?) según el kazoku, el sistema de títulos nobiliarios del Imperio Japonés. Al año siguiente sería ascendido a Vicealmirante (海軍中将 Kaigun Chūjō ?).
Kabayama sería nombrado Subsecretario de la Armada (海軍次官 Kaigun Jikan?) en 1886, y desde el 25 de septiembre de 1887 al 19 de octubre de 1888 visitaría Europa y los Estados Unidos. A su regreso a Japón, ocuparía diversos puestos antes de ser nombrado Ministro de la Armada en el primer gabinete de Yamagata y Matsukata (1890-1892).
Durante la Primera guerra sino-japonesa, Kabayama fue llamado de la reserva, y aceptó un mando en el frente, participando en la Yalu y en la Batalla de Wiehaiwei. Posteriormente estuvo al mando de la fuerza de invasión de Taiwán. El 10 de mayo de 1895, fue ascendido a Almirante (海軍大将 Kaigun Taishō ?), y se convirtió en el primer Gobernador General de Taiwán japonés, siendo una de sus primeras decisiones trasladar el Gobierno central a Taipéi. Sus servicios en el conflicto contra China le valieron la Orden del Sol Naciente de 1.ª clase, y ser elevado a Conde (伯爵 Hakushaku?) en agosto de 1895. 
A pesar de sus esfuerzos por asegurar el control japonés en Taiwán, sus 13 meses como gobernador no fueron para nada pacíficos. Desde diciembre de 1895 a diciembre de 1986, se sucedieron los levantamientos en muchas partes de la isla, y se vio obligado incluso que solicitar refuerzos a Japón. En las acciones de pacificación, se estima que fallecieron unos 2800 taiwaneses. Fue sustituido por el Teniente General Katsura Tarō en junio de 1896.
A su regreso a Japón, Kabayama sirvió en el Consejo Privado (Japón), como Ministro del Interior en el 2.º Gobierno de Matsukata, y como Ministro de Educación en el 2.º de Yamagata. 
Se retiró definitivamete en 1910, falleciendo en 1922. Su tumba se encuentra en el cementerio de Somei Reien, en Sugamo, Tokio.